# Ambrozja (ekologia)
Ambrozja – koakcja symbiotyczna grzybów niedoskonałych lub workowców (głównie z rodzajów: Monilia, Cephalosporium i Tuberculariella) z niektórymi owadami lub ich larwami (np. korniki, termity, mrówkowate, niektóre chrząszcze, galasówki) pasożytującymi w tkankach roślin wyższych. Zależność ta polega na tym, że owad odżywia się grzybnią, która wyściela tunele drążone w roślinie, zaś grzyb czerpie substancje odżywcze z kału owada lub tkanek rośliny. Dodatkową korzyścią dla grzyba jest jego rozprzestrzenianie wraz z odchodami owada.